# Örpen Kısacıkoğlu
Örpen Kısacıkoğlu (* 8. Februar 1981) ist ein türkischer Unternehmer und Pokerspieler.
Kısacıkoğlu hat sich mit Poker bei Live-Turnieren knapp 16,5 Millionen US-Dollar erspielt und ist damit der erfolgreichste türkische Pokerspieler. Er gewann 2019 und 2023 jeweils ein Turnier der Triton Poker Series sowie 2022 ein Bracelet beim Diamond High Roller der World Series of Poker Europe.

## Persönliches
Kısacıkoğlu stammt aus Izmir. Er ist CEO des im Juni 2011 gegründeten Unternehmens Come On London Limited, das Unterstützungsdienste für das Risikomanagement bereitstellt. Der Türke lebt im Londoner Stadtteil Highgate.

## Pokerkarriere

### Werdegang
Kısacıkoğlu spielt online auf der Plattform PokerStars unter dem Nickname OrpTheTurk. Live spielt er fast ausschließlich High-Roller-Events, also Turniere mit Buy-ins von umgerechnet mindestens 10.000 US-Dollar.
Seine erste Geldplatzierung bei einem Live-Turnier erzielte er im April 2011 bei der European Poker Tour (EPT) in Berlin. Mitte Februar 2016 erreichte der Türke beim EPT-Main-Event in Dublin die Geldränge und belegte beim Turnier in der Variante No Limit Hold’em den 54. Platz, der mit mehr als 10.000 Euro bezahlt wurde. Ende Oktober 2016 wurde er bei einem eintägigen High Roller der EPT auf Malta Vierter und erhielt ein Preisgeld von rund 80.000 Euro. Mitte März 2017 belegte er beim Super High Roller der PokerStars Championship (PSC) in Panama-Stadt den mit knapp 150.000 US-Dollar dotierten fünften Platz und gewann wenige Tage später ein High-Roller-Event mit einer Siegprämie von rund 100.000 US-Dollar. Im Dezember 2017 erreichte Kısacıkoğlu bei der PSC in Prag sowohl beim High Roller als auch beim Super High Roller den Finaltisch und sicherte sich Preisgelder von mehr als 340.000 Euro. Einen Monat später kam er beim PokerStars Caribbean Adventure auf den Bahamas beim High-Roller-Turnier und beim Main Event ins Geld und erhielt dadurch Preisgelder von knapp 200.000 US-Dollar. Anfang Februar 2018 belegte er nach verlorenem Heads-Up gegen Christopher Frank den zweiten Platz beim Super High Roller der Casinos Austria Poker Tour in Seefeld für 172.000 Euro. Ende August 2018 erzielte der Türke bei zwei Events der EPT in Barcelona Geldplatzierungen und sicherte sich dadurch Preisgelder von mehr als 360.000 Euro. Anfang Oktober 2018 erreichte er beim Millions UK High Roller der partypoker Millions Dusk Till Dawn in Nottingham den Finaltisch und beendete das Event auf dem mit 200.000 britischen Pfund dotierten dritten Platz. Ende desselben Monats war Kısacıkoğlu erstmals bei einem Event der World Series of Poker (WSOP) erfolgreich und belegte beim Super High Roller der in Rozvadov ausgespielten World Series of Poker Europe den elften Platz, der mit knapp 185.000 Euro bezahlt wurde. Mitte August 2019 gewann er das Triton Super High Roller der partypoker Millions Europe in Rozvadov und erhielt aufgrund eines Deals mit Wladimir Trojanowski ein Preisgeld von mehr als 900.000 Euro. Im Oktober 2019 wurde der Türke beim Short Deck High Roller der WSOP Europe in Rozvadov Dritter und sicherte sich rund 320.000 Euro. Mitte November 2019 landete er bei einem 50.000 US-Dollar teuren Turnier der partypoker Millions World Bahamas auf dem zweiten Platz, der mit 550.000 US-Dollar bezahlt wurde. In Prag belegte Kısacıkoğlu im März 2022 beim EPT Super High Roller den mit über 500.000 Euro dotierten zweiten Platz. Im Mai 2022 wurde er beim in No Limit Hold’em gespielten Main Event der Triton Poker Series in Madrid ebenfalls Zweiter und sicherte sich aufgrund eines Deals mit Henrik Hecklen sein bislang höchstes Preisgeld von über 2 Millionen Euro. Bei der World Series of Poker Europe gewann der Türke Mitte November 2022 das Diamond High Roller und erhielt ein Bracelet sowie eine Auszahlung von rund 750.000 Euro, womit er die Marke von 10 Millionen US-Dollar an kumulierten Turnierpreisgeldern durchbrach. Anfang März 2023 siegte er bei einem Event der Triton Series in Hội An und sicherte sich mehr als 1,7 Millionen US-Dollar.

### Preisgeldübersicht
Mit erspielten Preisgeldern von knapp 16,5 Millionen US-Dollar ist Kısacıkoğlu der mit Abstand erfolgreichste türkische Pokerspieler.
| Jahr   | Preisgeld (in $) | Turniersiege |
| ------ | ---------------- | ------------ |
| 2011   | 19.783           | 0            |
| 2012   | 0                | 0            |
| 2013   | 9.016            | 0            |
| 2014   | 0                | 0            |
| 2015   | 4.155            | 0            |
| 2016   | 211.024          | 0            |
| 2017   | 750.612          | 1            |
| 2018   | 1.856.662        | 0            |
| 2019   | 2.606.762        | 2            |
| 2020   | 436.390          | 0            |
| 2021   | 168.600          | 0            |
| 2022   | 4.320.667        | 1            |
| 2023   | 5.994.014        | 5            |
| gesamt | 16.377.685       | 9            |